# Апосематизм

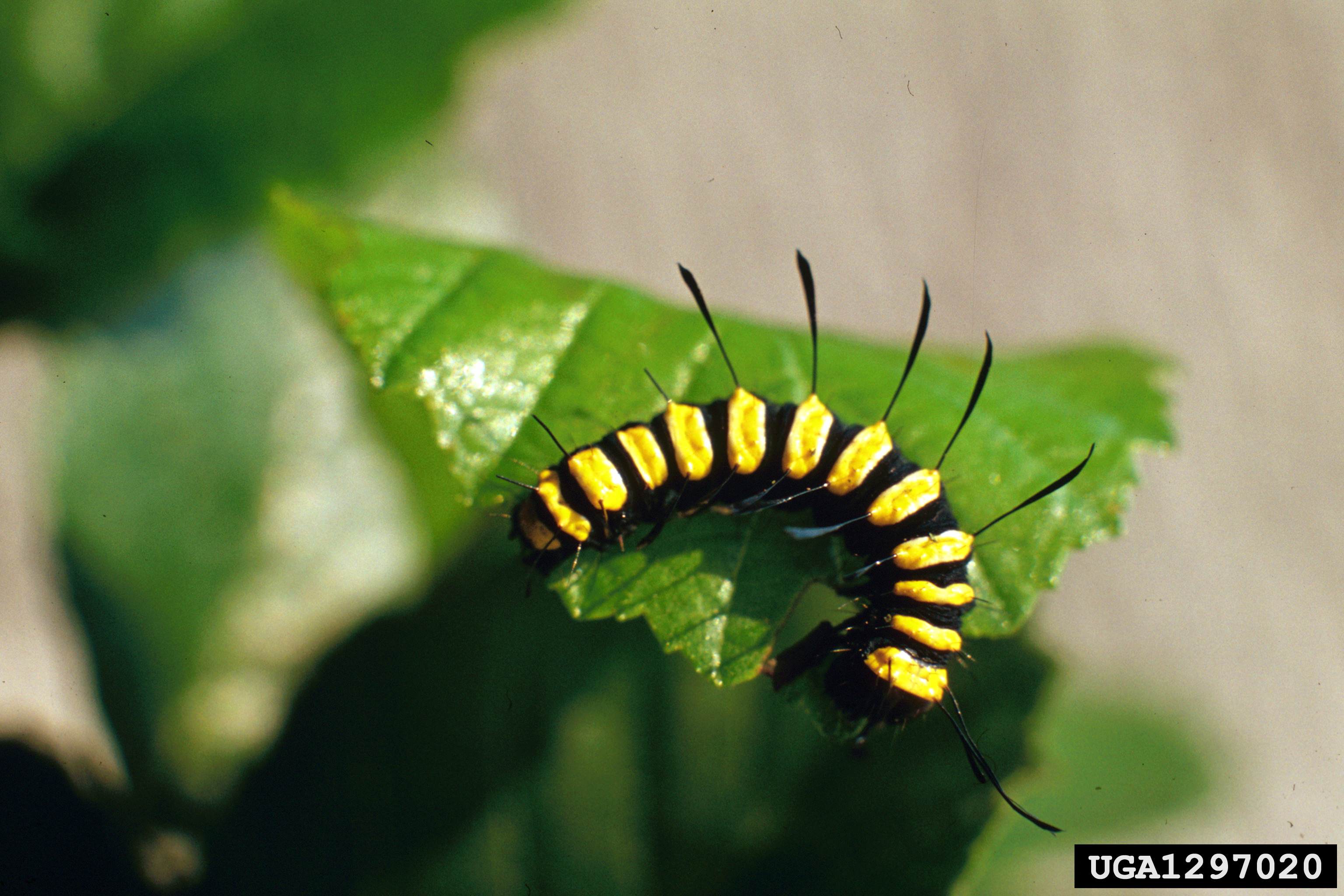
Гусениця стрільчатки вільхової має апосематичне забарвлення

Апосематизм, іноді також званий застерігаючим забарвленням— у поведінковій біології забарвлення тварин, за допомогою якого вони сигналізують потенційним хижакам не тільки про свою присутність, але також про свою неїстівність і / або захист. Отже, апосематизм є протилежністю камуфляжу. Термін «апосематизм» був введений англійським зоологом Едвардом Поултоном у його книзі «Забарвлення тварин» («The Colours of Animals», 1890). Він утворив цей термін від давньогрецьких словах ἀπό apo «далекий», σημα sēma «сигнал».
Тварини апосематичного забарвлення або готові до оборони, тому що у них є отруйні шипи чи інші активні захисні механізми, або вони неприємні на смак, неїстівні або навіть отруйні. Зазвичай для потенційних хижаків однієї зустрічі досить, щоб розвинути неприязнь на все життя до апосематично пофарбованих тварин. Так, крім добре замаскованих гусениць, зустрічаються такі, як гусінь стрельчатки вільхової, яка своїм яскравим забарвленням сигналізує про свою неїстівність. Іншими прикладами апосематізма є скорпенові, іглобрюхові, муренові, древолази, вогняні саламандри і жерлянки .
Оскільки хижаки, як правило, повинні розвинути огиду до апосематично забарвлених видів, особини таких видів часто ранятся або навіть гинуть. Вони служать моделлю навчання для хижака. Еволюційний розвиток апосематизма все ще залишається суперечливим. Застережливе фарбування, яке вперше виникло у індивідуума через мутації, збільшує ризик хижацтва в порівнянні з замаскованими особинами. Одне з можливих пояснень полягає в тому, що в першу чергу розвивається неїстівність або захист, а забарвлення з'являється лише при більш високій щільності популяції.
Деякі їстівні і незахищені види повторюють характеристики апосематичних видів, щоб відлякати потенційних ворогів. Ця стратегія є різновидом мімікрії.

При необхідності отруйні восьминоги, наприклад, Hapalochlaena lunulata, можуть посилювати апосематизм, змушуючи м'язові клітини пульсувати застерігаючий малюнок.

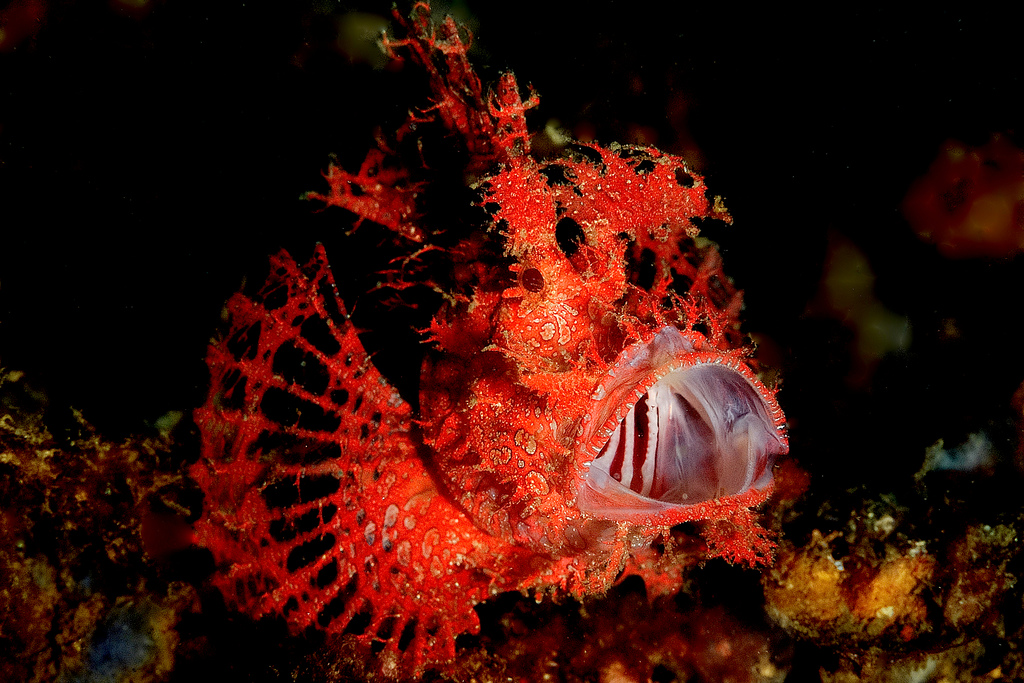
скорпенові
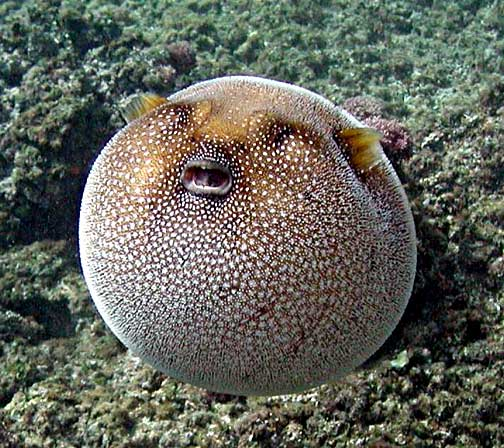
іглобрюхові
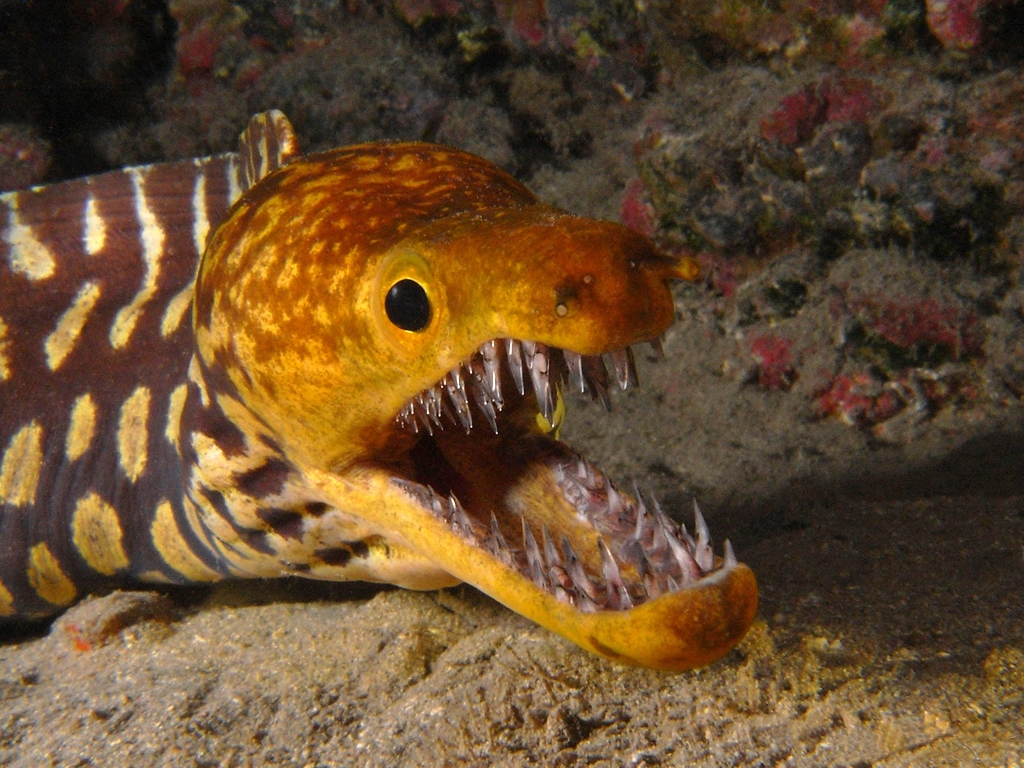
муренові
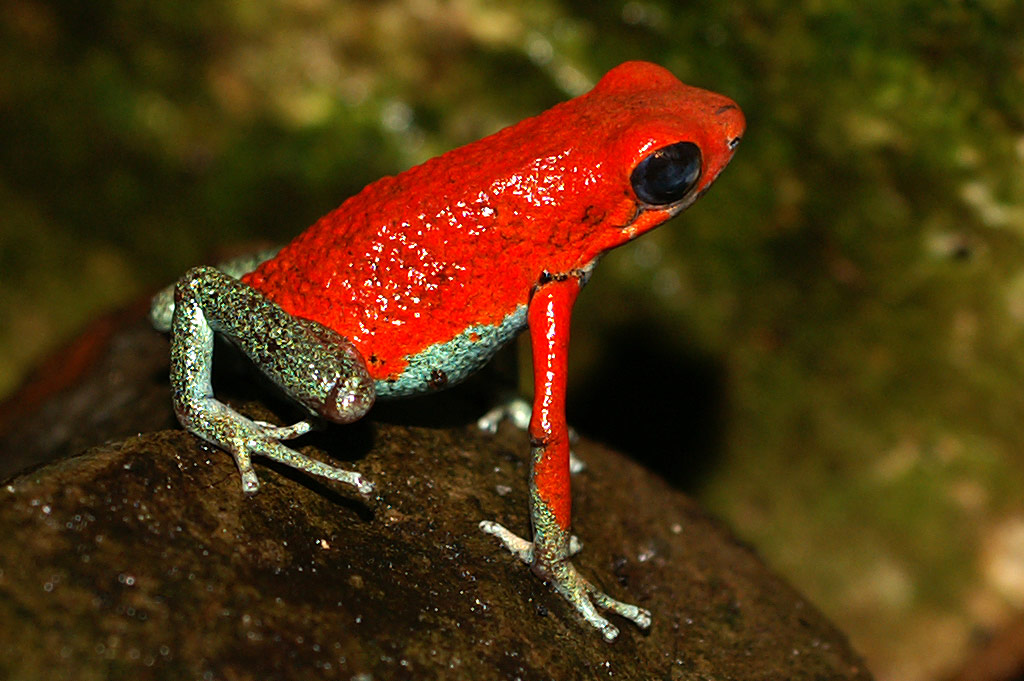
древолази
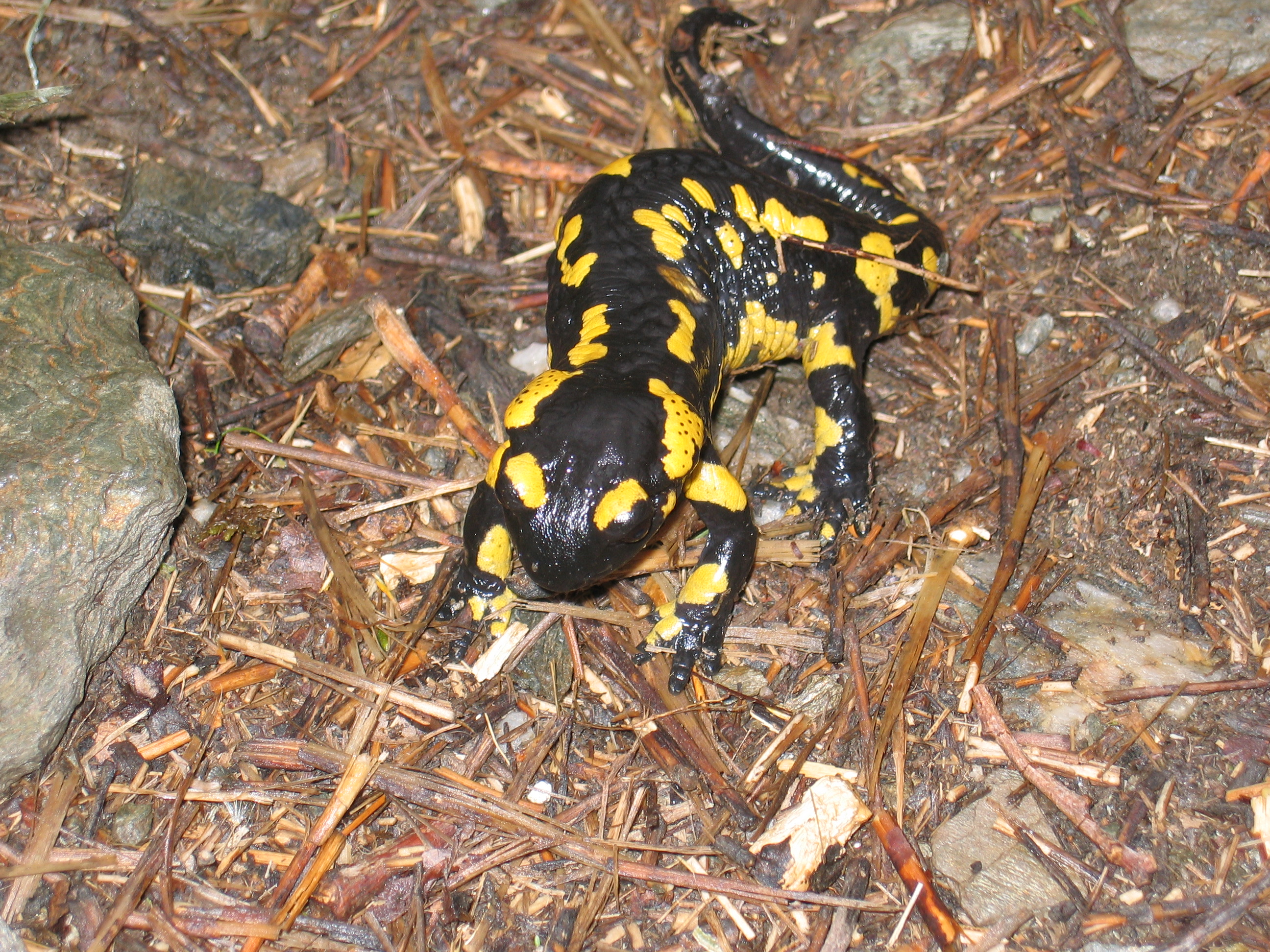
Вогняна саламандра
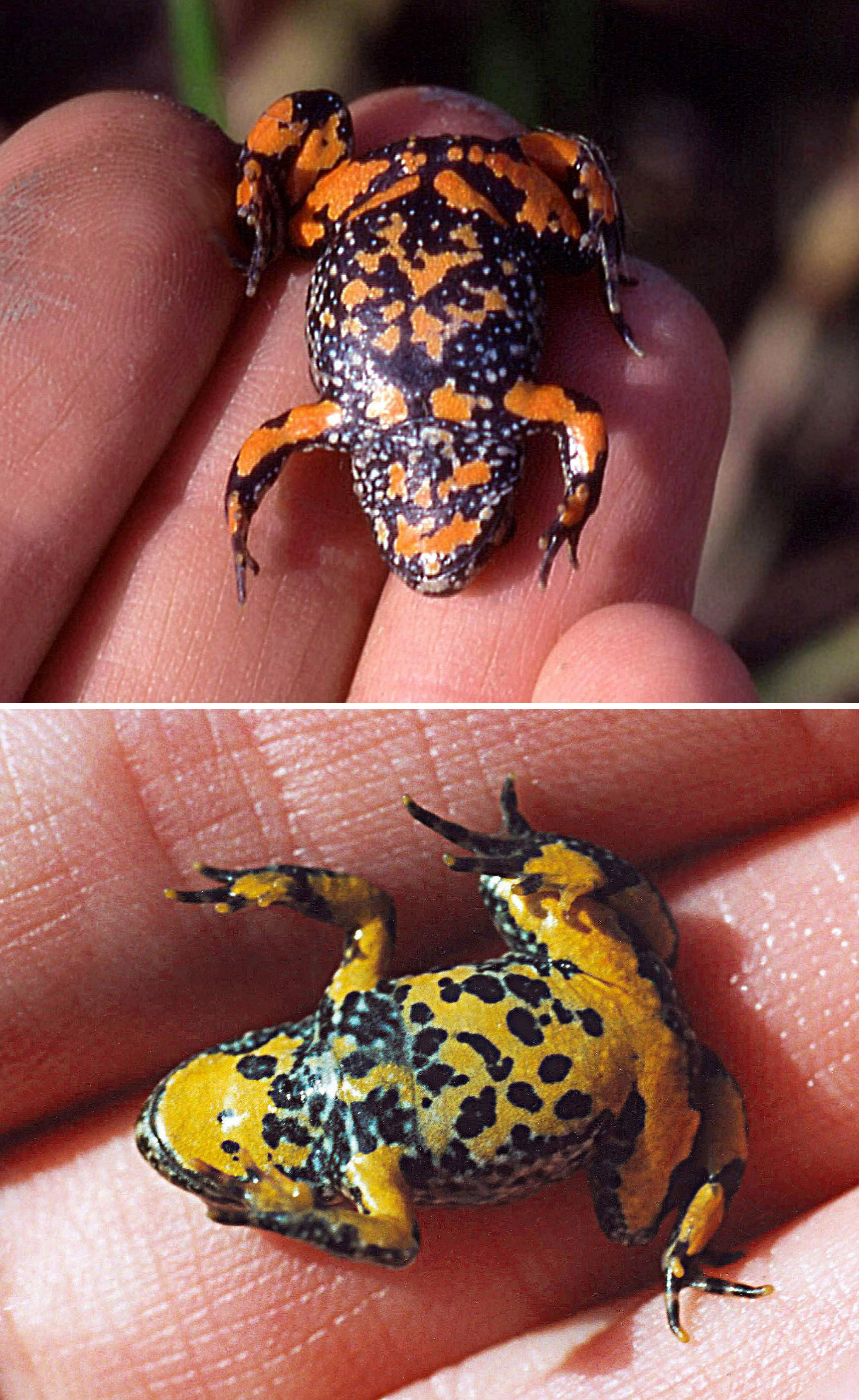
жерлянка